# Kang Seo-kyung
Kang Seo-kyung (koreanisch 강서경; * 29. Januar 1989 in Daejeon) ist eine ehemalige südkoreanische Tennisspielerin.

## Karriere
Kang gewann einen Einzel- und sechs Doppeltitel auf Turnieren der ITF Women’s World Tennis Tour.
2009 erhielt sie eine Wildcard für die Qualifikation zu den Hansol Korea Open, ihrem ersten Turnier auf der WTA Tour. Sie verlor ihr erstes Qualifikationsmatch gegen Rika Fujiwara mit 0:6 und 2:6. 2013 spielte sie drei Doppel für die südkoreanische Fed-Cup-Mannschaft, von denen sie eines an der Seite von Yoo Mi gewann. 2014 erhielt sie eine Wildcard für die Qualifikation zu den KIA Korea Open im Einzel und trat auch zusammen mit Hiroko Kuwata im Hauptfeld des Doppels an. Beide Erstrundenspiele verlor sie aber. 2016 erhielt sie zusammen mit Hong Seung-yeon eine Wildcard für das Hauptfeld im Doppel der Korea Open Tennis, wo sie aber bereits in der ersten Runde gegen Demi Schuurs und Renata Voráčová mit 3:6 und 5:7 verloren. 2018 erreichte sie zusammen mit Lee So-ra das Achtelfinale beim Damendoppel der Asienspiele 2018.

## Turniersiege

### Einzel
| Nr. | Datum        | Turnier | Kategorie   | Belag     | Finalgegnerin | Ergebnis |
| --- | ------------ | ------- | ----------- | --------- | ------------- | -------- |
| 1.  | 24. Mai 2009 | Mumbai  | ITF $10.000 | Hartplatz | He Chunyan    | 6:1, 6:0 |

### Doppel
| Nr. | Datum         | Turnier    | Kategorie   | Belag     | Partnerin       | Finalgegnerinnen              | Ergebnis          |
| --- | ------------- | ---------- | ----------- | --------- | --------------- | ----------------------------- | ----------------- |
| 1.  | Oktober 2011  | Seoul      | ITF $25.000 | Hartplatz | Kim Na-ri       | Kim Ji-young Yoo Mi           | 5:7, 6:1, [10:7]  |
| 2.  | 30. März 2013 | Nishi-Tama | ITF $10.000 | Hartplatz | Han Na-lae      | Eri Hozumi Makoto Ninomiya    | 6:4, 64:7, [10:6] |
| 3.  | 22. Juni 2013 | Gimcheon   | ITF $10.000 | Hartplatz | Kim Ji-young    | Jang Su-jeong Riko Sawayanagi | 7:5, 6:1          |
| 4.  | 14. Mai 2017  | Changwon   | ITF $25.000 | Hartplatz | Hong Seung-yeon | Choi Ji-hee Kim Na-ri         | 6:4, 6:3          |
| 5.  | 3. Juni 2017  | Sangju     | ITF $15.000 | Hartplatz | Choi Ji-hee     | Lee So-ra Kim Dabin           | 7:63, 6:3         |
| 6.  | 17. Juni 2017 | Gimcheon   | ITF $15.000 | Hartplatz | Choi Ji-hee     | Lee So-ra Kim Dabin           | 6:4, 6:2          |